# اولترا

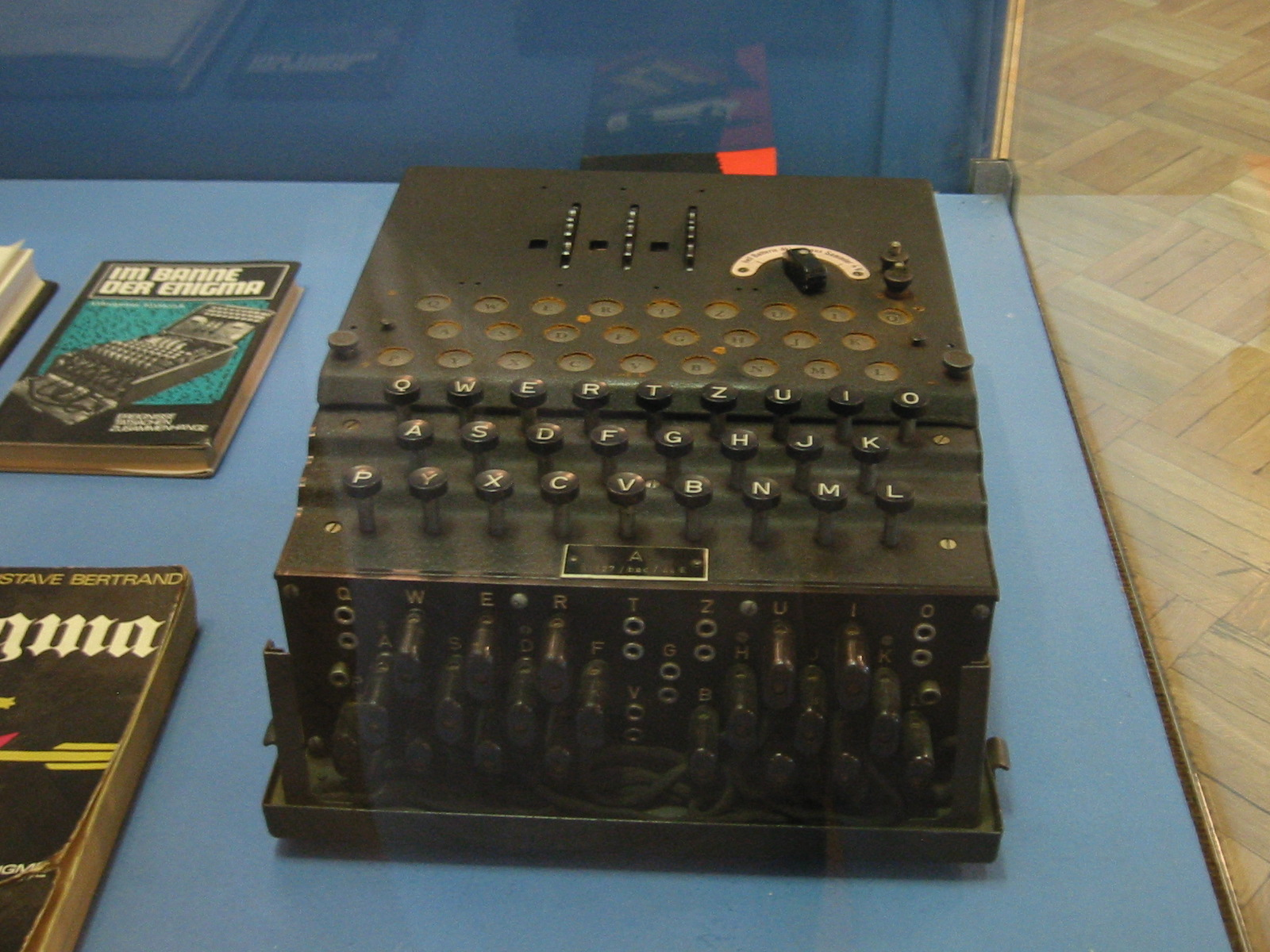
نمایی از یک‌نوع دستگاه رمزنگاری انیگما، که از جعبهٔ چوبیِ خود، خارج شده‌است.

اولترا اسم رمز سامانه ردیابی و کشف رمز بریتانیا برای شنود ارتباطات سری بی‌سیم آلمان نازی در جنگ جهانی دوم بود. این نام توسط دریاسالارهای قدیمی در نبرد ترافالگار به عنوان اسم رمز استفاده شده بود و توسط بریتانیا برای اشاره به باارزش‌ترین اطلاعات به‌دست‌آمده از کشف رمز به کار می‌رفت.

## شیوه کشف رمز
ارتش آلمان برای فرستادن پیام‌های خود از ماشین رمزی به نام ماشین انیگما (به آلمانی یعنی رمز) استفاده می‌کرد. لهستان و فرانسه موفق به رخنه در این ماشین شدند. سپس بریتانیا با ساخت یک دستگاه بزرگ در ابعاد ۲/۵ در ۲/۵ متر که به مدارهای الکتریکی درون انیگما شباهت داشت تلاش موفقیت‌آمیزی در شبیه‌سازی ماشین رمز آلمانی کردند.

## نقش اولترا در نبردها

### نبرد بریتانیا
نبرد بریتانیا با حملات هوایی وسیع نیروی هوایی آلمان نازی به آسمان بریتانیا آغاز شد. از آغاز نبرد، بریتانیا با استفاده از اولترا، تقریبا همه طرح‌ها، هدف‌ها و تاکتیک‌های لوفت‌وافه باخبر بود. طراحان تاکتیک‌های نیروی هوایی بریتانیا با داشتن اولترا میتوانستند اسکادران‌های خود را در موقعیت‌های مناسب زمانی و مکانی و هم چنین ارتفاع مسلط قرار داده تا بتوانند دفاع خود را علیه حملات عمده متمرکز سازند.

### نبرد شمال آفریقا
بقای ارتش‌های آلمان و ایتالیا در شمال آفریقا وابسته به تدارکاتی بود که از اروپا به دست آن‌ها می‌رسید. اولترا بریتانیای‌ها را قادر ساخت تا در میانه نبرد شمال آفریقا تدارکات فیلد مارشال رومل را تقریباً یک شبه نابود کنند.

### نبرد فرانسه
پس از استقرار نیروهای متفقین در شمال فرانسه و رخنه در خطوط آلمان، آدولف هیتلر، فرمان حمله متقابل به متفقین را صادر کرد. تقریباً در همان ساعتی که فرمان هیتلر به ژنرال‌هایش رسید، بریتانیا نیز از این حمله باخبر شد. در نتیجه حمله آلمانی‌ها با شکست مواجه شد.

## هزینه‌های اولترا
در هنگام نبرد بریتانیا وینستون چرچیل از طریق اولترا متوجه قصد حمله هوایی آلمان به شهر کاونتری شد. بریتانیا می‌توانست با این اطلاعات به طرز کارایی با هواپیماهای آلمانی مبارزه کند. اما به دستور چرچیل تقریباً هیچ کار مهمی برای دفاع از شهر انجام نداد. زیرا چرچیل می‌ترسید که آلمان با مشاهده دفاع کارآمد از کاونتری به لو رفتن مکالمات بی‌سیم خود مشکوک شود. در نتیجه کاونتری بر اثر بمباران آلمانی‌ها به صورت ویرانه درآمد.